# Philipp Rösler
Philipp Rösler (Khánh Hưng, hoy Sóc Trăng, Vietnam, 24 de febrero de 1973) es un político alemán de origen vietnamita, perteneciente al FDP. Accedió a la vicecancillería del gobierno alemán al ser nombrado presidente de su partido el 13 de mayo de 2011. Fue ministro de Economía del gobierno alemán.
Nacido en plena guerra de Vietnam en 1973, se desconoce la fecha exacta del hecho, aunque la inscripción administrativa posterior es de 24 de febrero, cuando fue dejado en acogida en un orfanato católico de Saigón. A la edad de nueve meses fue adoptado por un matrimonio alemán que ya tenía dos hijas. Cuando Philipp tenía cuatro años, sus padres se separaron y él permaneció con su padre, un instructor de vuelo del Ejército Federal alemán. 
Terminó los estudios secundarios y también superiores (Medicina) en Hannover, completados con su especialidad en Oftalmología en la Clínica del Ejército Federal en Hamburgo. Doctor en Medicina en 2002. En 2003 pasó a dedicarse de forma exclusiva a la actividad política, como miembro del FDP, en el estado federado de Baja Sajonia.
Está casado desde 2003 con la médica alemana Wiebke Rösler y desde 2008 es padre de dos gemelas. En 2000 fue bautizado en la Iglesia católica.
Algunos cargos ocupados por Philipp Rösler son el de ministro de Salud en el  Segundo Gabinete Merkel (desde el 28 de octubre de 2009 hasta mayo de 2011) y como ministro de Economía, Trabajo y Transporte en Baja Sajonia, entre el 18 de febrero y el 27 de octubre de 2009; también fue vice primer ministro del estado federado de Baja Sajonia. El 3 de marzo de 2011, asumió el cargo de vicecanciller en el segundo gabinete de Angela Merkel. Su predecesor fue el ministro de Relaciones Exteriores Guido Westerwelle, también militante del FDP.
En septiembre de 2013, al conocerse los resultados electorales federales, Rössler renunció a la presidencia, después de que su partido obtuviera menos del cinco por ciento de los votos y, por ello, quedara fuera de la cámara baja del parlamento alemán (Bundestag). Hasta la formación del tercer Gabinete Merkel, siguió ocupando el puesto de ministro de Economía.

## Obras
- Einfluss der prophylaktischen Sotalolapplikation auf die Inzidenz des postoperativen Vorhofflimmerns im Rahmen der aortokoronaren Bypassoperation. Dissertation, Medizinische Hochschule, Hannover, 2001.
- mit Christian Lindner (Hrsg.): Freiheit: gefühlt – gedacht – gelebt. Liberale Beiträge zu einer Wertediskussion. VS-Verlag, Wiesbaden 2009, ISBN 978-3-531-16387-1.
- Was uns fehlt. Im Internet veröffentlichtes Strategiepapier, 2008.